# گیزبرن
گیزبرن (به انگلیسی: Gisburn) یک روستا و محله مدنی در بریتانیا است که در Ribble Valley واقع شده‌است. گیزبرن ۵۲۱ نفر جمعیت دارد.